# Plérin
Plérin är en kommun i departementet Côtes-d'Armor i regionen Bretagne i nordvästra Frankrike. Kommunen ligger i kantonen Plérin som tillhör arrondissementet Saint-Brieuc. År 2022 hade Plérin 14 527 invånare.

## Befolkningsutveckling
Antalet invånare i kommunen Plérin
Referens:INSEE